# Branche des géantes rouges

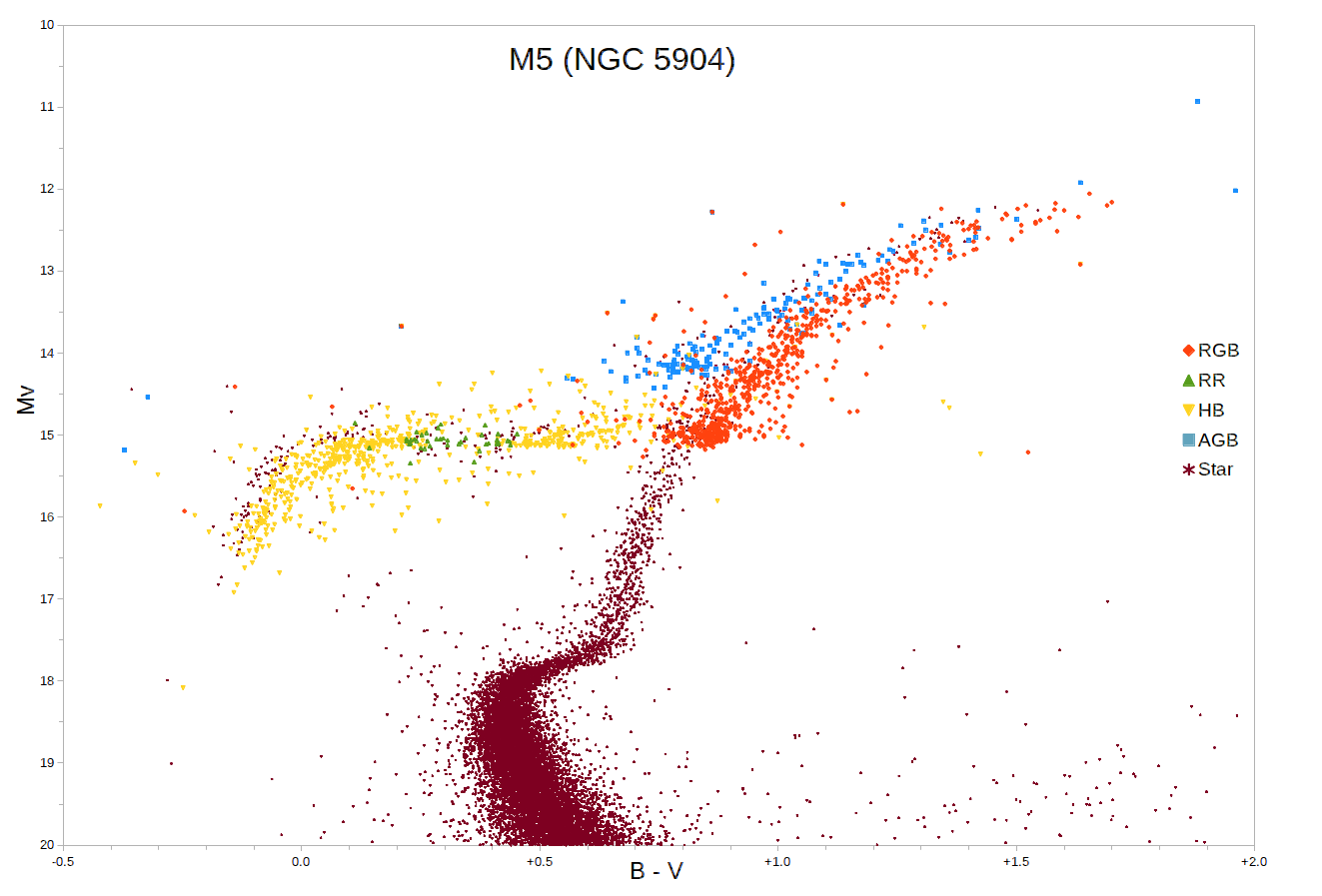
Diagramme de Hertzsprung–Russell de l'amas globulaire M5. La branche des géantes rouges part de la fine branche horizontale des sous-géantes vers le haut à droite, avec certaines étoiles RGB plus lumineuses marquées en rouge.

La branche des (étoiles) géantes rouges (en anglais : red-giant branch ou RGB), appelée parfois la première branche des géantes, est la partie de la branche des géantes avant que la combustion de l'hélium ne démarre, lors de l'évolution stellaire. C'est un stade qui suit la séquence principale pour les étoiles de masse faible ou intermédiaire. Les étoiles de la branche des géantes rouges ont un cœur inerte d'hélium entouré d'une coquille d'hydrogène brûlant selon le cycle CNO. Ce sont des étoiles de types K et M beaucoup plus grosses et beaucoup plus lumineuses que les étoiles de la séquence principale ayant la même température.

## Découverte

Les étoiles les plus brillantes des amas globulaires tels que NGC 288 sont des géantes rouges.

Les géantes rouges ont été identifiées au début du XXe siècle lorsque l'utilisation du diagramme de Hertzsprung–Russell mit en évidence qu'il y avait deux types distincts d'étoiles froides ayant des tailles très différentes : les naines, appelées maintenant de façon formelle étoiles de la séquence principale ; et les géantes,.
Le terme branches des géantes rouges est entré en usage dans les années 1940 et 1950, bien qu'initialement uniquement comme un terme général pour faire référence à la région des géantes rouges du diagramme de Hertzsprung–Russell. Bien que la base d'une durée de vie passée dans la séquence principale thermonucléaire, suivie par une phase de contraction thermodynamique vers une naine blanche était comprise en 1940, les détails internes des différents types d'étoiles géantes n'étaient pas connus.
En 1968, le nom de branche asymptotique des géantes (AGB) fut donné à une branche d'étoiles légèrement plus lumineuses que la majorité des géantes rouges et plus instables, souvent des étoiles variables de forte amplitude telles que Mira. L'observation d'une branche des géantes bifurquée avait été faite des années plus tôt mais on comprenait mal comment les différentes séquences étaient reliées. En 1970, la région des géantes rouges était bien identifiée comme étant composée des sous-géantes, des RGB elles-mêmes, de la branche horizontale et de la AGB, et l'état d'évolution des étoiles de ces régions était assez bien compris. La branche des géantes rouges fut décrite comme la première branche des géantes en 1967, pour la distinguer de la seconde (asymptotique) branche des géantes, et cette terminologie est encore fréquemment utilisée de nos jours.
La physique stellaire moderne a modélisé les processus internes qui produisent les différentes phases de la vie post séquence principale des étoiles de masse modérée, avec toujours plus de complexité et de précision. Les résultats de la recherche sur les RGB sont eux-mêmes utilisés comme la base de recherches dans d'autres domaines.

## Évolution
- le trajet 0.6 M☉[12] montre le RGB et s'arrête au flash de l'hélium.
- le trajet 1 M☉ montre une branche des sous-géantes courte mais de longue durée et le RGB jusqu'au flash de l'hélium.
- le trajet 2 M☉ montre la branche des sous-géantes et le RGB, avec une boucle bleue à peine détectable sur la AGB.
- le trajet 5 M☉ montre une branche des sous-géantes longue mais très brève, un court RGB et une boucle bleue étendue.

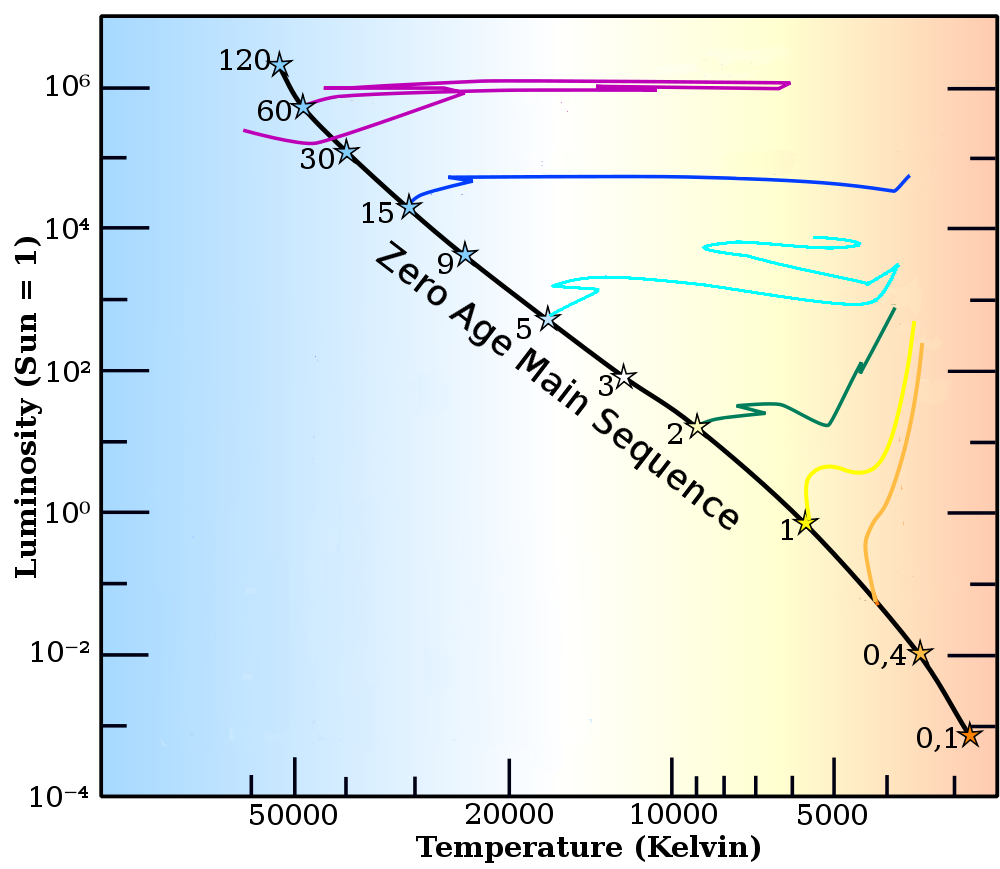
Trajets d'évolution d'étoiles de différentes masses :

Quand une étoile ayant une masse d'environ 0.4 M☉ (masse solaire) à 12 M☉ (8 M☉ pour les étoiles de faible métallicité) épuise son coeur d'hydrogène, elle entre dans une phase de combustion de l’hydrogène en coquille lors de laquelle elle devient une géante rouge, plus grande et plus froide que sur la séquence principale. Lors de la combustion de l'hydrogène en coquille, l'intérieur de l'étoile passe par plusieurs stades distincts qui sont reflétés dans son aspect extérieur. Les stades d'évolution varient principalement selon la masse de l'étoile, mais aussi de sa métallicité.

### Phase de sous-géante
Après qu'une étoile de la séquence principale ait épuisé son cœur d'hydrogène, elle commence à brûler l'hydrogène dans une coquille épaisse autour d'un cœur constitué largement d'hélium. Le cœur d'hélium est encore sous la limite de Schönberg-Chandrasekhar et est en équilibre thermique, et l'étoile est une sous-géante. Toute production d'énergie supplémentaire due à la fusion en coquille est consommée pour gonfler l'enveloppe et l'étoile se refroidit mais sa luminosité ne s'accroit pas.
La combustion de l’hydrogène en coquille continue dans les étoiles d'environ une masse solaire jusqu'à ce que la masse du cœur d'hélium s'accroisse suffisamment pour qu'il devienne dégénéré. Le cœur se contracte alors, s'échauffe et developpe un fort gradient de température. La coquille d'hydrogène, brûlant selon le cycle CNO sensible à la température, augmente très fortement son taux de production d'énergie et l'étoile est considérée comme étant au pied de la branche des géantes rouges. Pour une étoile de la même masse que le Soleil, cela prend environ 2 milliards d'années à partir du moment où l'hydrogène est épuisé dans le cœur.
Les sous-géantes de plus de 2 M☉ environ atteignent la limite de Schönberg-Chandrasekhar relativement rapidement avant que le coeur ne devienne dégénéré. Le cœur supporte encore son propre poids thermodynamiquement en partie grâce à l'énergie de la coquille d'hydrogène, mais il n'est plus en équilibre thermique. Il se contracte et s'échauffe, provoquant l'amincissement de la coquille d'hydrogène et le gonflement de l'enveloppe stellaire. Cette combinaison fait baisser la luminosité lorsque l'étoile tend vers le pied du RGB. Avant que le cœur ne devienne dégénéré, l'enveloppe d'hydrogène externe devient opaque ce qui entraîne l'arrêt du refroidissement de l'étoile, accroît le taux de fusion dans la coquille d'hydrogène, et l'étoile entre alors dans la phase RGB. Dans ces étoiles, la phase de sous-géante dure quelques millions d'années seulement, causant un trou apparent dans le diagramme de Hertzsprung–Russell entre les étoiles de la séquence principale de type B et les RGB, visible dans les jeunes amas ouverts tels que Praesepe. C'est le trou de Hertzsprung qui est en fait faiblement peuplé par des étoiles sous-géantes évoluant rapidement en géantes rouges, en contraste avec la branche des sous-géantes de faible masse courte et densément peuplée, visible dans les amas plus vieux comme ω Centauri,.

### Montée de la branche des géantes rouges

Les étoiles de type solaire ont un cœur dégénéré sur la branche des géantes rouges et montent jusqu'au sommet avant de démarrer la fusion de l'hélium avec un flash.

Les étoiles plus massives que le Soleil n'ont pas un cœur dégénéré et quittent la branche des géantes rouges avant le sommet quand leur cœur d'hélium s'allume sans flash.

Les étoiles situées au pied de la branche des géantes rouges ont toute une température similaire autour de 5000 K, correspondant à un type spectral K précoce ou moyen. Leurs luminosités s'étendent entre quelques fois la luminosité du Soleil pour les géantes rouges les moins massives et plusieurs milliers de fois pour les étoiles autour de 8 M☉.
Leurs coquilles d'hydrogène continuant à produire plus d'hélium, la masse et la température des cœurs des étoiles RGB s'accroissent. Cela accélère la fusion de la coquille d'hydrogène. Les étoiles deviennent plus lumineuses, plus grosses et un peu plus froides. Elles sont décrites comme montant la RGB.
Lors de la montée du RGB, plusieurs événements internes produisent des effets externes observables. L'enveloppe convective externe devient de plus en plus profonde lorsque l'étoile grossit et la production d'énergie dans la coquille s'accroît. Finalement, elle devient assez profonde pour apporter des produits de fusion de l'ancien cœur convectif à la surface, événement appelé le premier dredge-up. Cela modifie l'abondance de surface de l'hélium, du carbone, de l'azote et de l'oxygène. Une accumulation notable d'étoiles à un point du RGB a été détectée et a été appelée bosse du RGB. Elle est provoquée par une discontinuité dans l'abondance d'hydrogène laissée par la convection profonde. La production d'énergie dans la coquille décroît temporairement à cette discontinuité, bloquant effectivement la montée du RGB et provoquant un excès d'étoiles en ce point.

### Sommet de la branche des géantes rouges
Pour les étoiles ayant un cœur d'hélium dégénéré, il y a une limite à cette croissance en taille et en luminosité, appelée sommet de la branche des géantes rouges, lorsque le cœur atteint une température suffisante pour démarre la fusion. Toutes les étoiles qui atteignent ce point ont une masse du cœur d'hélium de presque 0.5 M☉, et une luminosité et une température très similaires. Ces étoiles lumineuses ont été utilisées comme chandelles standard de mesures de distance. Visuellement, le sommet de la branche des géantes rouges correspond à une magnitude absolue d'environ −3 et à des températures autour de 3000 K avec une métallicité solaire, plus près de 4000 K avec une métallicité très faible,. Les modèles prévoient une luminosité au sommet de 2 000–2 500 L☉, selon la métallicité. Dans la recherche moderne, les magnitudes infrarouges sont plus souvent utilisées.

### Sortie de la branche des géantes rouges
Un cœur dégénéré démarre la fusion de façon explosive lors d'un événement appelé flash de l'hélium, mais il y a peu de signes visibles extérieurement de façon immédiate. L'énergie est consommée en augmentant la dégénérescence du cœur. L'étoile devient moins lumineuse et plus chaude et se déplace vers la branche horizontale. Tous les cœurs d'hélium dégénérés ont approximativement la même masse, indépendamment de la masse stellaire totale, et donc la luminosité due à la fusion de l'hélium sur la branche horizontale est la même. La fusion de la coquille d'hydrogène peut provoquer une variabilité de la luminosité stellaire totale, mais pour la plupart des étoiles ayant une métallicité voisines de celle du Soleil, la température et la luminosité sont très similaires côté froid de la branche horizontale. Ces étoiles forment le red clump à environ 5000 K et 50 L☉. Les enveloppes d'hydrogène moins massives fait que les étoiles peuvent occuper une position plus chaude et moins lumineuse sur la branche horizontale, et cet effet se produit plus facilement à faible métallicité, ce qui fait que les vieux amas pauvres en métaux présentent les branches horizontales les plus prononcées,.
Les étoiles initialement plus massives que 2 M☉ ont des cœurs d'hélium non dégénérés sur la branche des géantes rouges. Ces étoiles deviennent assez chaude pour démarrer la fusion triple-alpha avant d'atteindre le sommet de la branche des géantes rouges et avant que le cœur ne devienne dégénéré. Elles quittent alors la branche des géantes rouges et parcourent alors une boucle bleue avant de rejoindre la branche asymptotique des géantes (AGB). Les étoiles très légèrement plus massives que 2 M☉ suivent une boucle bleue à peine visible à quelques centaines de L☉ avant de continuer sur la AGB, difficilement distinguable de leur position sur la branche des géantes rouges. Les étoiles plus massives forment des boucles bleues étendues qui peuvent atteindre 10000 K ou plus avec des luminosités de milliers de L☉. Ces étoiles traverseront la bande d'instabilité plus d'une fois et pulseront en variables Céphéides de type I (classiques).

### Propriétés
Le tableau ci-dessous donne les durées de vie typiques sur la séquence principale (MS), sur la branche des sous-géantes (SB) et sur la branche des géantes rouges (RGB), pour des étoiles ayant différentes masses initiales, toutes de métallicité solaire (Z = 0.02). Sont aussi indiqués la masse du cœur d'helium, la température effective de surface, le rayon et la luminosité au début et à la fin de la RGB pour chaque étoile. La fin de la branche des géantes rouges est définie par le moment où l'allumage du cœur d'hélium démarre.
| Masse (M☉) | MS (G années) | SB (M années) | RGB (M années) | RGBdébut           | RGBdébut | RGBdébut   | RGBdébut        | RGBfin             | RGBfin   | RGBfin     | RGBfin          |  |
| Masse (M☉) | MS (G années) | SB (M années) | RGB (M années) | Masse du cœur (M☉) | Teff (K) | Rayon (R☉) | Luminosité (L☉) | Masse du cœur (M☉) | Teff (K) | Rayon (R☉) | Luminosité (L☉) |  |
| ---------- | ------------- | ------------- | -------------- | ------------------ | -------- | ---------- | --------------- | ------------------ | -------- | ---------- | --------------- |  |
| 0.6        | 58.8          | 5100          | 2500           | 0.10               | 4634     | 1.2        | 0.6             | 0.48               | 2925     | 207        | 2809            |  |
| 1.0        | 9.3           | 2600          | 760            | 0.13               | 5034     | 2.0        | 2.2             | 0.48               | 3140     | 179        | 2802            |  |
| 2.0        | 1.2           | 10            | 25             | 0.25               | 5220     | 5.4        | 19.6            | 0.34               | 4417     | 23.5       | 188             |  |
| 5.0        | 0.1           | 0.4           | 0.3            | 0.83               | 4737     | 43.8       | 866.0           | 0.84               | 4034     | 115        | 3118            |  |

Les étoiles de masse intermédiaire perdent seulement une faible partie de leur masse en tant qu'étoiles de la séquence principale et sous-géantes, mais présentent une perte de masse significative comme géantes rouges.
La masse perdue par une étoile similaire au Soleil affecte la température et la luminosité de l'étoile quand elle atteint la branche horizontale, et les propriétés des étoiles du red-clump peuvent être utilisées pour déterminer la différence de masse avant et après le flash de l'hélium. La perte de masse des géantes rouges détermine également la masse et les propriétés des naines blanches qui se forment ensuite. La perte de masse des étoiles qui atteignent le sommet de la branche des géantes rouges est estimée à environ 0.2–0.25 M☉. La plus grosse partie est perdue lors des derniers millions d'années avant le flash de l'hélium,.
La perte de masse des étoiles plus massives qui quittent la branche des géantes rouges avant le flash de l'hélium est plus difficile à mesurer directement. La masse actuelle de variables Céphéides telles que δ Cephei peut être mesurée de façon précise car ce sont des binaires ou des étoiles pulsantes. D'après les modèles d'évolution, ces étoiles semblent avoir perdu environ 20 % de leur masse, la plus grande partie lors de la boucle bleue et particulièrement lors de pulsations sur la bande d'instabilité,.

## Variabilité
Certaines géantes rouges sont des variables à forte amplitude. Une grande partie des étoiles variables les plus anciennement connues sont les variables de type Mira avec des périodes régulières et des amplitudes de variation de plusieurs magnitudes, les variables semi-regulières avec des périodes moins précises ou des périodes multiples et des amplitudes un peu plus faibles et les variables irrégulières à longue période sans période évidente. Elles ont longtemps été considérées comme des étoiles de la branche asymptotique des géantes (AGB) ou des supergéantes, les étoiles de la branche des géantes rouges (RGB) elles-mêmes n'étant généralement pas considérées comme variables. Les quelques exceptions apparentes étaient considérées comme étant des étoiles AGB à faible luminosité.
Les études de la fin du XXe siècle tendent à montrer que toutes les géantes de type M sont variables avec des amplitudes de 10 milli-magnitudes ou plus, et que les géantes de type K tardif sont aussi très probablement variables avec des amplitudes plus faibles. De telles étoiles variables sont parmi les géantes rouges les plus lumineuses, proches du sommet de la RGB, mais il a été difficile de soutenir qu'elles sont en fait toutes des étoiles AGB. Les étoiles suivent une relation période-amplitude, les variables ayant une plus grande amplitude pulsant plus lentement.
Les recherches de microlentilles au XXIe siècle ont fourni des mesures photométriques extrêmement précises de milliers d'étoiles sur plusieurs années. Ceci a permis la découverte de beaucoup de nouvelles étoiles variables, souvent de très faibles amplitudes. Des relations période-luminosité multiples ont été découvertes, groupées dans des régions avec des crêtes de relations parallèles rapprochées. Certaines de celles-ci correspondent aux étoiles connues de type Mira et aux semi-régulières, mais un nouveau type d'étoile variable a été défini : les géantes rouges à faible amplitude OGLE ou OSARGs. Les OSARGs ont des amplitudes de quelques millièmes de magnitude et des périodes semi-régulières de 10 à 100 jours. Le relevé OGLE a publié jusqu'à trois périodes pour chaque OSARG, indiquant une combinaison complexe de pulsations. Plusieurs milliers d'OSARGs furent rapidement détectées dans les Nuages de Magellan, à la fois des étoiles AGB et des RGB. Un catalogue a été publié depuis, contenant 192643 OSARGs dans la direction du bulbe central de la Voie lactée. Bien qu'environ un quart des OSARgs des Nuages de Magellan présentent des longues périodes secondaires, très peu d'OSARGs galactiques en ont.
Les RGB de type OSARG suivent trois relations période-luminosité rapprochées, correspondant aux premier, second et troisième harmoniques des modèles de pulsation radiale pour des étoiles de certaines masses et luminosités, mais que des pulsations non-radiales dipolaires et quadripolaires sont aussi présentes, conduisant à la nature semi-régulière des variations. Le mode fondamental n'apparait pas, et la raison sous-jacente de l'excitation n'est pas connue. La convection stochastique a été suggérée comme cause, similaire aux oscillations de type solaire.
Deux types supplémentaires de variation ont été découverts dans les étoiles RGB : les longues périodes secondaires, qui sont associées avec d'autres variations mais qui peuvent présenter des amplitudes plus grandes avec des périodes de centaines ou de milliers de jours et les variations ellipsoïdales. La cause des longues périodes secondaires est inconnue, mais on pense qu'elles pourraient être dues à des interactions avec des compagnons de faible masse sur des orbites serrées. On pense également que les variations ellipsoïdales sont produites dans des systèmes binaires, dans ce cas des binaires à contact où des étoiles déformées provoquent des variations strictement périodiques en parcourant leur orbite.